# John Blackwood McEwen

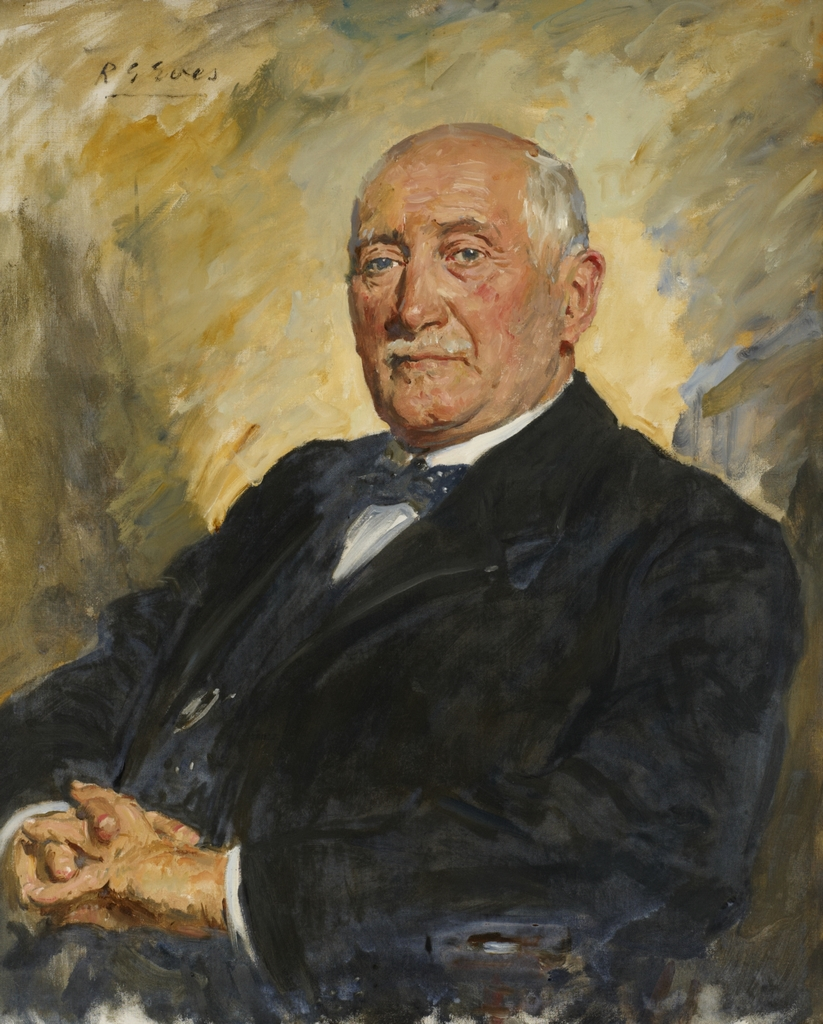
John Blackwood McEwen

Sir John Blackwood McEwen (* 13. April 1868 in Hawick; † 14. Juni 1948 in London) war ein schottischer Komponist und von 1924 bis 1936 Direktor der Royal Academy of Music in London.

## Leben
McEwen schloss 1888 ein Studium an der University of Glasgow mit dem Grad eines Magister Artium ab. Darauf folgte ein Studium an der Royal Academy of Music in London. 1895 wurde er Kirchenmusiker an der South Paris Church in Greenock und lehrte in Glasgow an der Athenaeum School of Music. Ab 1898 war er Professor für Harmonielehre und Komposition an der Royal Academy of Music. 1924 wurde er in Nachfolge von Alexander Mackenzie zu deren Direktor ernannt und hatte dieses Amt bis 1936 inne. 1931 wurde er als Knight Bachelor in den Adelsstand erhoben. 

## Werk
In McEwens Musik mischen sich Einflüsse der Spätromantik und des französischen Impressionismus mit jenen der schottischen Volksmusik. Er schuf mehrere Orchesterwerke (darunter 5 Sinfonien), teils mit programmatischem Bezug auf seine südschottische Heimat, etwa A Solway Symphony (1911; McEwens 5. Sinfonie), Hills o'Heather (1918) und Where the Wild Thyme Blows (1936). Unter seinen kammermusikalischen Werken ragt eine Reihe von 17 Streichquartetten heraus. Außerdem war er Verfasser mehrerer musikalischer Lehrbücher.
McEwens musikalischer Nachlass wird in der Glasgow University Library verwahrt.